# Praterie subalpine della Catena Centrale
Le Praterie subalpine della Catena Centrale sono una ecoregione terrestre della ecozona australasiana appartenente al bioma delle Praterie e boscaglie montane (codice ecoregione: AA1002) che si sviluppa per circa 15.500 km2 sulle quote più elevate della Cordigliera Centrale dell'isola della Nuova Guinea.
Lo stato di conservazione è considerato relativamente stabile/intatto.

## Territorio

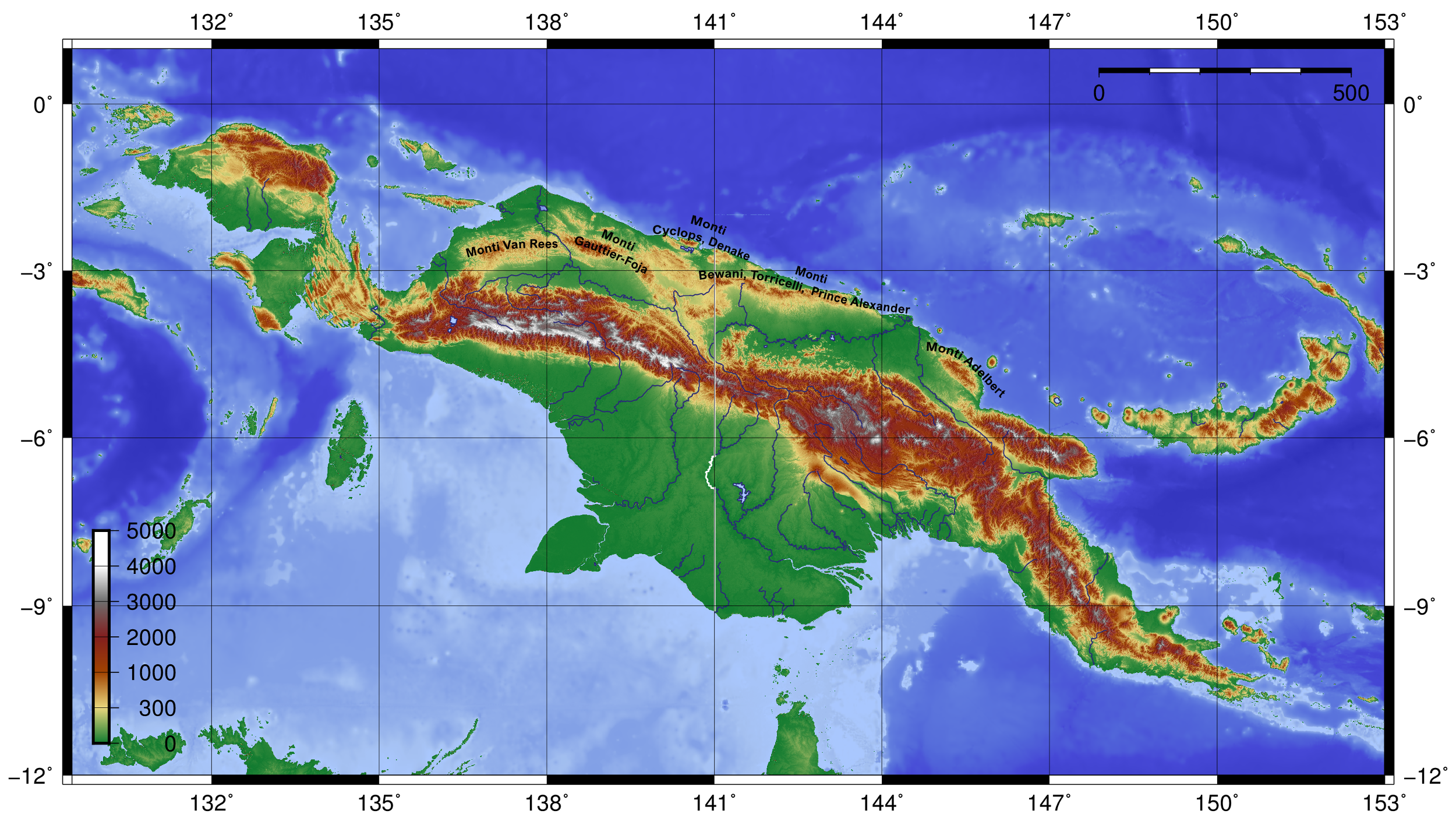
Carta topografica della Nuova Guinea

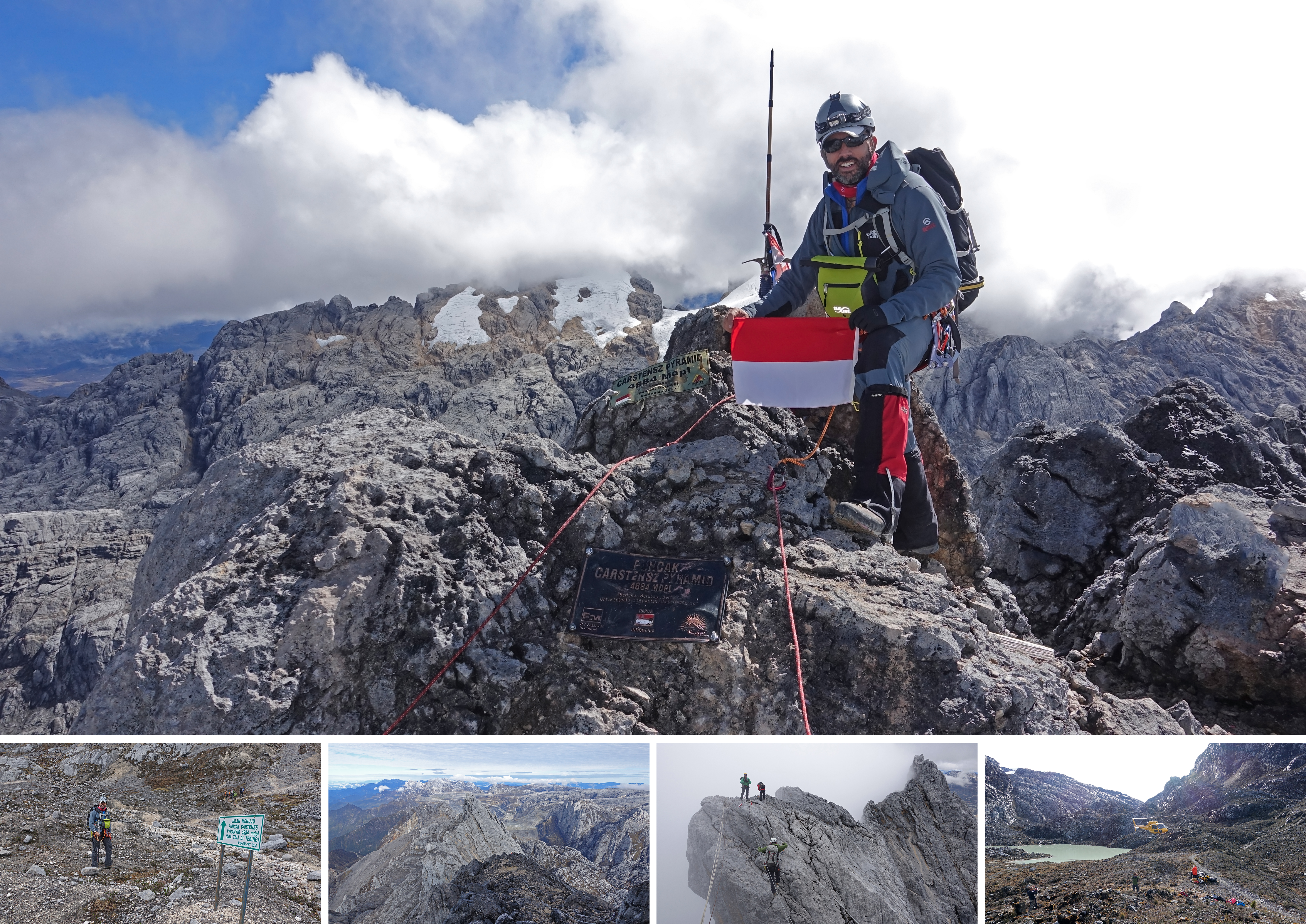
Puncak Jaya o Piramide di Carstensz (4.884 mi), la montagna più alta dell'Oceania

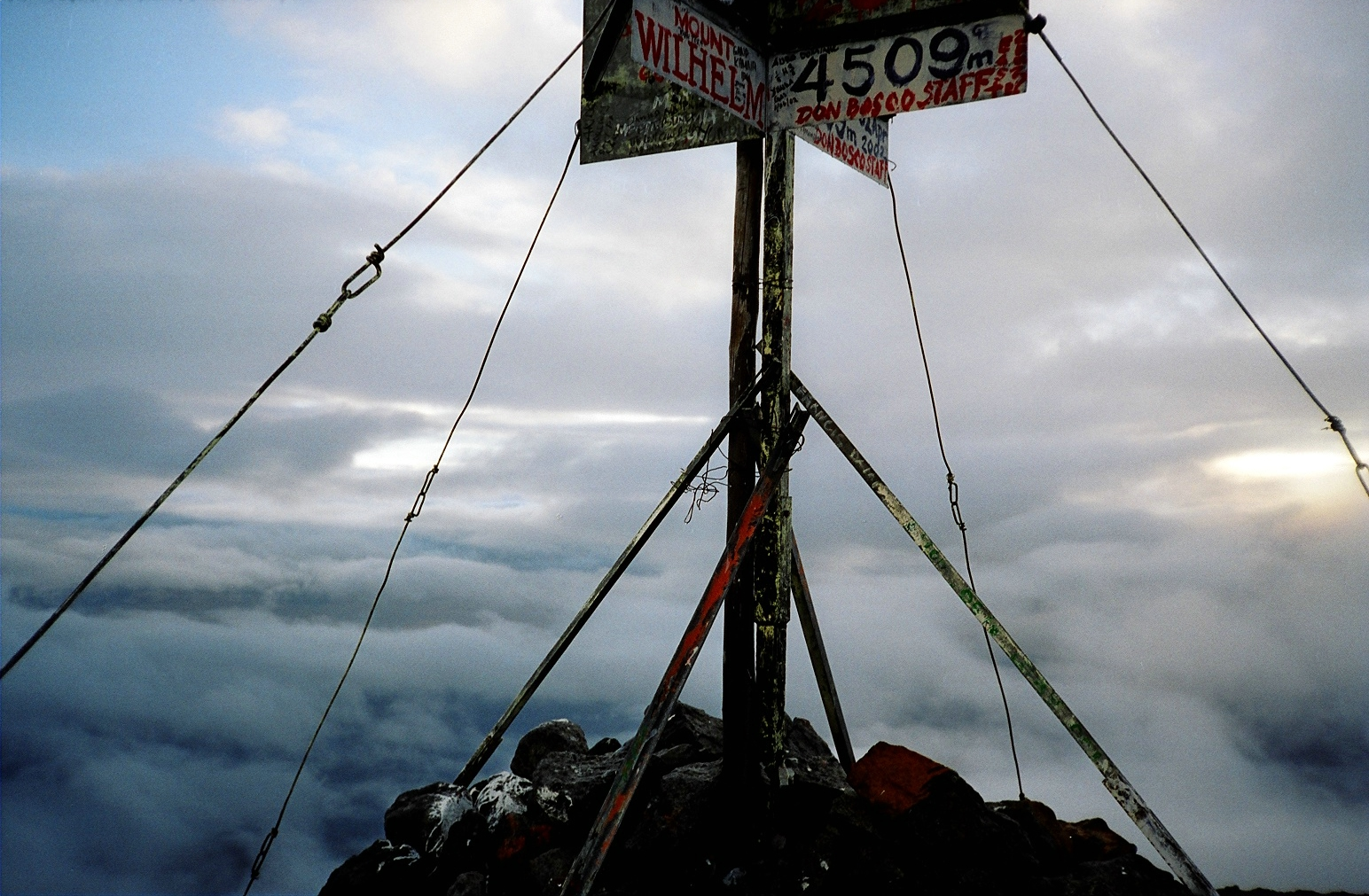
Vetta del Monte Wilhelm

Questa ecoregione è formata da habitat di praterie alpine al di sopra di 3.000 m di altitudine, lungo la Cordigliera Centrale della Nuova Guinea, (tanto nella zona indonesiana dell'isola, che in quella della Papua Nuova Guinea (PNG)), e nella Penisola di Huon.
L'ambiente di questa ecoregione costituisce un esempio unico nell'ecozona australasiana di arbusteti alpini che circondano vette che arrivano oltre i 4.800 metri. Infatti le uniche altre due ecoregioni dell'australasia che appartengono al bioma delle Praterie e boscaglie montane sono le Praterie montane delle Alpi Australiane (Alpi australiane) e le Praterie montane dell'Isola del Sud (Alpi meridionali in Nuova Zelanda), che tuttavia si trovano entrambe a quote molto più basse.
Viceversa la foreste montane umide sempreverdi lungo la Cordigliera Centrale, al di sotto dei 3.000 m sono state inserite nell'ecoregione denominata Foreste pluviali montane della Cordigliera Centrale (AA0105), mentre le foreste montale umide nella Penisola di Papua, nella zona sud-orientale dell'isola, sono state distinte nella ecoregione denominata Foreste pluviali della Nuova Guinea sud-orientale (AA0120).
Le zone che compongono l'ecoregione appartengono ad aree tipicamente disgiunte che interessano le principali formazioni montuose che costituiscono la Cordigliera Centrale (Monti Maoke, Altopiani Centrali, Monti Bismark), la catena dei Monti Owen Stanley e le montagne della penisola di Huon. Rientrano in questa regione tutte le principali cime della Nuova Guinea.
Le principali cime interessate dalle praterie alpine sono (da nord-ovest verso sud-est):
Catena Weyland-Maoke
- Pengunungan Kobowre (3.750 m)
- Undundi-Wandandi (3.640 m)
- Puncak Jaya (4.884 m), la cima più alta dell'Indonesia e dell'Oceania.
- Puncak Trikora (Monte Wilhelmina) (4.750 m)
- Papua Peak (3.856)
- Akimuga (Monte Prince Willem) (4390)
- Mount Yamin (Punkat Yamin/Prins Hendrik) (4.540 m)
- Puncak Mandala (Juliana Peak) (4.760 m), la seconda montagna indipendente più alta in Oceania

Star Mountains-Altopiani Centrali
- Mount Antares (3.970)
- --- confine Indonesia/PNG ---
- Mount Capella (3.960 m)
- Mount Kumbepara (3.852 m)
- Mount Kaijende (3.798 m)
- Mount Giluwe (4.367 m)

Catena Monti Bismark
- Mount Kegeraga (3.885 m)
- Mount Kabangama (4.104)
- Mount Kubor	(3.969)
- Monte Wilhelm (4.509),  la cima più alta della PNG

Catena Monti Owen Stanley
- Mount Piora (3.557)
- Monte Albert Edward (3.993)
- Mount Scratchley (3.820)
- Mount Victoria	(4.038)

Catena Finisterre-Saruwaged (penisola di Huon)
- Monti Finisterre, Monte Boising (4.150 m)
- Monti Saruwaged, Monte Bangeta (4.121 m)

Sebbene la maggior parte della Nuova Guinea abbia un clima tropicale umido, nel caso di questa ecoregione è modificato dall'altitudine estrema. Si parla quindi di clima montano superiore umido.
La geologia di superficie della Cordigliera Centrale è composta da rocce ignee metamorfiche e intrusive, insieme ad alcune formazioni sedimentarie.

## Flora a

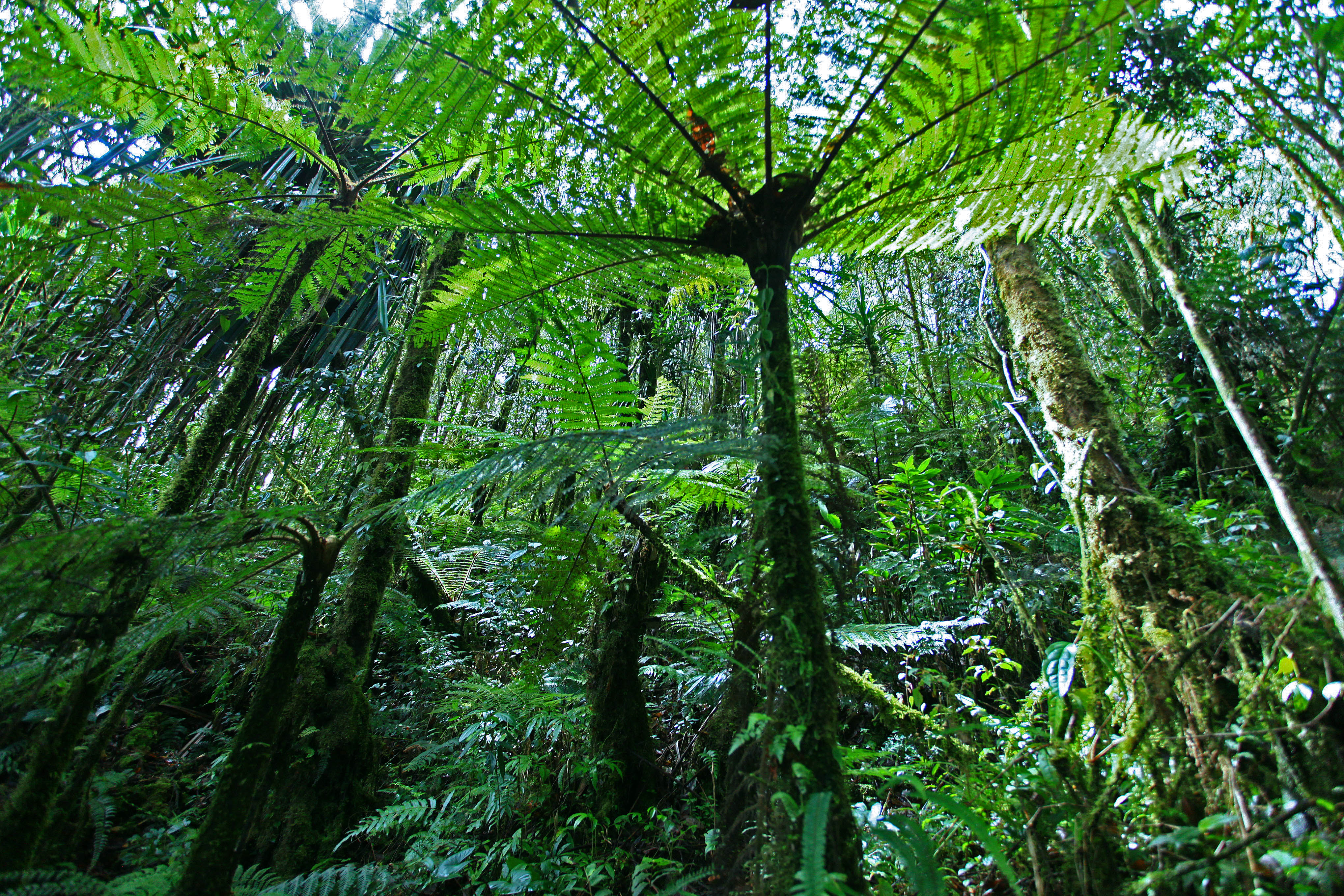
Cyathea negli Alopiani della Nuova Guinea

La vegetazione dell'ecoregione è costituita da prati alpini, foreste montane e foreste tropicali sempreverdi montane superiori. Tale vegetazione varia a seconda dell'altitudine, del clima locale, dell'esposizione e del substrato.
Le foreste montane superiori sono costituite da conifere (Podocarpus, Dacrycarpus, Dacridium, Papuacedrus, Araucaria e Libocedrus) e Myrtaceae, con una chioma sottile e un sottobosco prominente. Al di sopra della foresta montana, a circa 3.000 m, la vegetazione cambia bruscamente e le aree dell'altopiano della cordigliera sono intervallate da savane di felci arboree (Cyathea), torbiere e praterie. Immediatamente al di sotto della zona alpina, la vegetazione è tipicamente costituita da bassi arbusti e praterie di Deschampsia tussock. Le brughiere di Rhododendron, Vaccinium, Coprosma, Rapanea e Saurauia formano il limite della foresta subalpina.
L'habitat alpino sopra i 4.000 m è costituito da erbe compatte come Ranunculus, Potentilla, Gentiana ed Epilobium, le graminacee Poa e Deschampsia e briofite e licheni. Le erbe a rosetta e a cuscino, i muschi, i licheni e le felci basse diventano progressivamente più abbondanti con l'altitudine e sostituiscono le erbe sopra i 4.300 m. Le aree più elevate sono ricoperte da campi di neve e ghiaccio.
Nella regione si trovano cinque centri di diversità vegetale (CDP), condivisi con l'adiacente regione delle Foreste pluviali montane della Cordigliera Centrale:
- CDP Star Mountains-Telefomin-Tifalmin-Strickland Gorge (in Papua Nuova Guinea), che contiene una vegetazione montana e di alta quota molto ricca composta da oltre 3.000 specie di piante vascolari;
- CDP Mount Giluwe - Tari Gap - Doma Peaks, in PNG, che contiene numerose varietà di piante alpine sulla cima del monte Giluwe;
- CDP Kubor Ranges in PNG, che contiene ampie aree di vegetazione di alta quota e molti endemismi presenti sul calcare e sulla cenere vulcanica;
- CPD Bismarck Falls -Mount Wilhelm - Mount Otto - Schrader Range - Mount Hellwig - Gahavisuk, in PNG, a ha un'ampia varietà di tipi di vegetazione e contiene oltre 5.000 specie di piante vascolari;
- CPD Hunstein Range - Bürgers Mountain - Schatteburg, in PNG, contiene oltre 2.500 specie di piante vascolari e vasti popolamenti di Agathis labillardieri e flora epifita associata.

## Fauna a
Dato l'ambiente estremo questa regione, ad eccezione dell'endemismo vegetale, presenta una ricchezza complessiva e un endemismo piuttosto bassi se confrontati con quelli di altre ecoregioni dell'Indo-Malesia.

### Mammalia

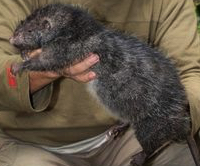
Mallomys gunung, 2018

Nella regione sono presenti solo nove mammiferi, costituiti da quattro roditori muridi, due pipistrelli microchirotteri e tre marsupiali: un canguro arboricolo, un cusco e un antechinus. Di questi mammiferi, quattro sono endemici o quasi endemici. Il toporagno occidentale (Pseudohydromys occidentalis) e il canguro arboricolo di Doria (Dendrolagus dorianus) sono considerati vulnerabili.
Altre specie di mammiferi endemici o quasi endemici della regione includono:
- dasiuro dalla coda nera (Antechinus wilhelmina);
- ratto dei ghiacciai (Stenomys richardsoni);
- ratto lanoso alpino (Mallomys gunung).

### Aves

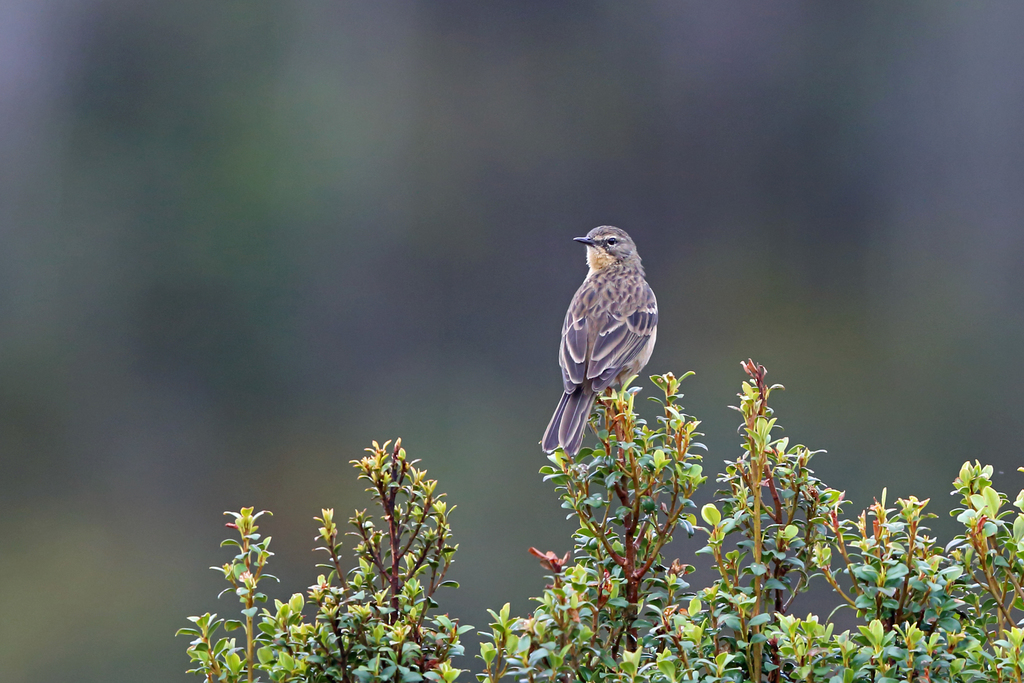
Anthus gutturalis, Wamena, Papua Pegunungan, 2015

Questa ecoregione è abitata da ottantaquattro specie di uccelli, di cui ben ventotto sono endemiche o quasi endemiche. L'ecoregione costituisce le altitudini superiori dell'Endemic Bird Area (EBA) dei Monti Papua Centrali, che condivide con l'ecoregione delle Foreste pluviali montane della Cordigliera Centrale. Sebbene l'intera EBA contenga cinquantaquattro specie ad areale ristretto, solo ventiquattro di queste si estendono fino alle praterie subalpine. Il succiamiele barbalunga (melidectes princeps), l'uccello del paradiso di MacGregor (Macgregoria pulchra), l'astrapia dalla coda a nastro (Astrapia mayeri) sono considerati vulnerabili.
Altre specie quasi endemiche o quasi-endemiche della regione sono:
- Anurophasis monorthonyx o quaglia delle nevi;
- Psittacella picta o pappagallo tigrato dipinto;
- Aegotheles archboldi o egotele di Archbold;
- Anthus gutturalis o spioncello della Nuova Guinea;
- Acanthiza murina o beccospino di De Vis;
- Amalocichla sclateriana o tordino maggiore della Nuova Guinea;
- Petroica archboldi o petroica della Snow Mountain;
- Petroica bivittata o petroica alpina;

## Conservazione

Mappa del Parco nazionale di Lorentz

L'esplorazione mineraria e l'accesso consentito dalle operazioni minerarie sono diventati fonti significative di minacce per questo habitat alpino sensibile. Le visite hanno anche aumentato il livello di inquinamento e rifiuti nell'area .
Lo stato di conservazione della regione è considerato relativamente stabile/intatto.
L'ecoregione è coperta da diverse aree protette, tuttavia un'analisi dei gap, basata sulla mappatura dettagliata della vegetazione e del tipo di habitat, non è mai stata eseguita per determinare se la rete di aree protette esistente copra adeguatamente tutti gli habitat con aree protette sufficientemente grandi da mantenere tutti i processi ecologici critici.
Le principali aree protette della regione sono:
- Parco nazionale di Lorentz, nella provincia di Papua, nella Nuova Guinea Occidentale.[5][6]
- Riserva naturale di Pegunungan Wayland, sui monti Weyland, nell'istmo di Bird's Neck, nella Reggenza di Dogiyai (Nuova Guinea Occidentale).[7]
- Riserva naturale di Pegunungan Jayawijaya, nella provincia di Papua[8]
- Parco nazionale del monte Wilhelm, nella Provincia di Chimbu, in PNG.[9]
- Area di conservazione YUS, nella Provincia di Morobe, in PNG.[10]